# Guindy-Nationalpark
Der Guindy-Nationalpark (Tamil கிண்டி தேசியப் பூங்கா IAST Ghiṇḍhi dhejhiyabh bhūṅghā, englisch Guindy National Park) ist ein Nationalpark mit einer Fläche von 2,8 km² in Chennai, der Hauptstadt des indischen Bundesstaates Tamil Nadu. Er ist der achtkleinste Nationalpark Indiens und ist einer der wenigen Nationalparks, der sich innerhalb einer Stadt befinden. Im Jahr 1977 wurde er offiziell eröffnet.

## Geschichte
Der Guindy-Nationalpark war ursprünglich ein Wildgehege an der Koromandelküste. Mit einer Fläche von 5 km² gehörte es zu den letzten Resten des tropischen Trockenwaldes. Im Jahr 1821 kaufte der Brite Gilbert Rodericks das Gelände für damals 35 000 Indische Rupien und nutzte es als Jagdgebiet. Seit dem Jahr 1945 leben auch Axishirsche im Guindy-Nationalpark, und seit 1958 gehört es zum Tamil Nadu Forstamt. Im Jahr 1978 wurde der Park zum Nationalpark ernannt. In den 1980er Jahren wurde das ganze Gelände von dem Indian Institute of Technology Madras ummauert.

## Flora
Die Flora des Parks besteht aus einem Dornenwald, einem trockenen immergrünen Macchia, Wiesen und Gewässer. Insgesamt gibt es über 350 Arten von Pflanzen, unter anderem Stauden, Kletterpflanzen, Gräser und verschiedene Kräuter. Außerdem gibt es mehr als 24 Arten von Bäumen, darunter der Niembaum und der indische Holzapfel. Diese Flora bietet einen idealen Lebensraum für die über 150 Vogelarten, welche im Guidy Nationalpark leben. Für den Lebensraum der Hirschziegenantilope wurde extra knapp ein Sechstel des Parks als offenes Grasland gelassen.

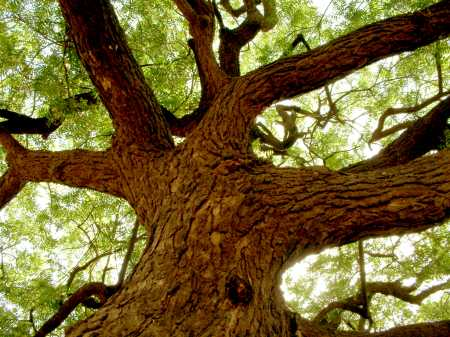
Niembaum
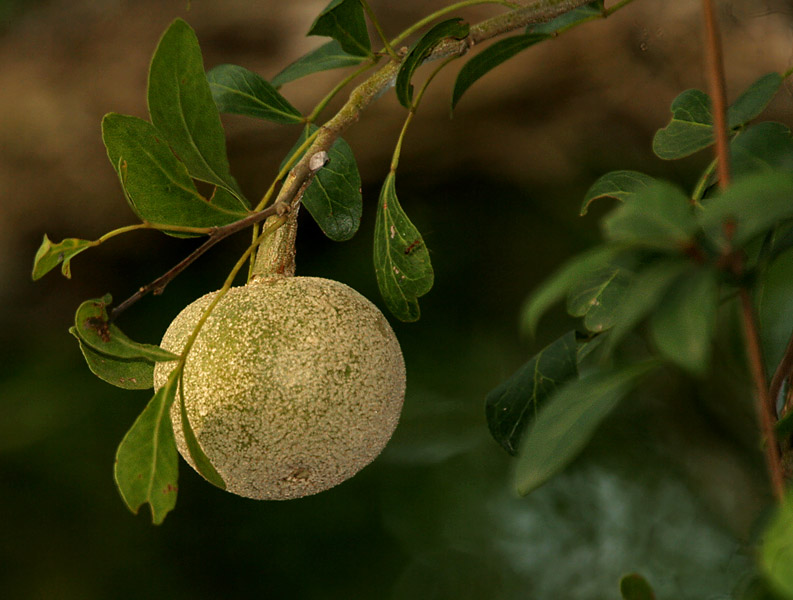
Frucht des indischen Holzapfels

## Fauna
Im Guindy-Nationalpark leben über 14 Arten von Säugetieren. Dazu gehören unter anderem die Hirschziegenantilope, Axishirsch, Schakale, indische Zibetkatze, indischer Hutaffe, Hyänen, Schuppentier, Stacheligel, Mangusten  und das drei-gestreifte Palmenhörnchen.
Die gefährdete Hirschziegenantilope gilt als besonders gefährdet, da  seit 1924 ein ständiger Bevölkerungsrückgang im Guindy-Nationalpark zu beobachten ist. Im Februar 2004 wurden alle Tiere gezählt und festgestellt, dass nur noch 405 Hirschziegenantilopen im Park leben. Die Anzahl der Axishirsche hingegen ist seit der Einführung in das Gebiet ständig gestiegen. Momentan leben davon mehr als 2650 im Guidy Nationalpark(stand Februar 2004).
Im Park leben außerdem über 150 Vogelarten, darunter Rebhuhn, Rotlappenkiebitz, Gelblappenkiebitz, Würger, Orangespecht, Adler, Schwarzmilan, Gleitaar, Asiatischer Paradiesschnäpper, Wachtel, Papageien, Bronzemännchen, Triele, Wanderdrossel und Drongos.
Es gibt auch viele Arten von Reptilien und Amphibien wie zum Beispiel Schildkröten, vor allem die bedrohte indische Sternschildkröte. Aber auch Eidechsen, Geckos, Chamäleons und der indische Waran leben im Guindy-Nationalpark. Der Guindy Schlangenpark (auch Chennai Schlagenpark genannt) ist ein Teil des Guindy-Nationalparks. Seit 2010 leben dort unter anderem sieben Krokodilarten und 23 verschiedene Schlangenarten, darunter auch die Königskobra.
Zudem gibt es auch eine Vielzahl von Insekten darunter 60 Arten von Spinnen und 60 Schmetterlingen.

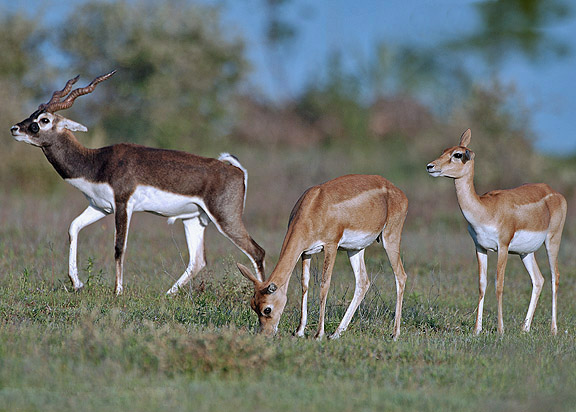
Hirschziegenantilope
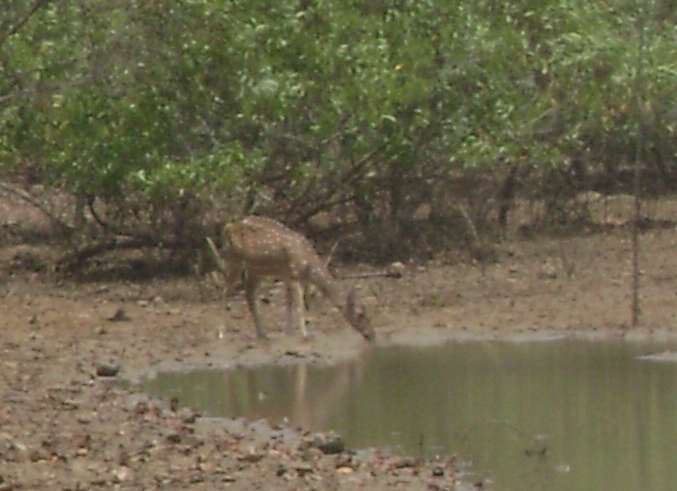
Axishirsch
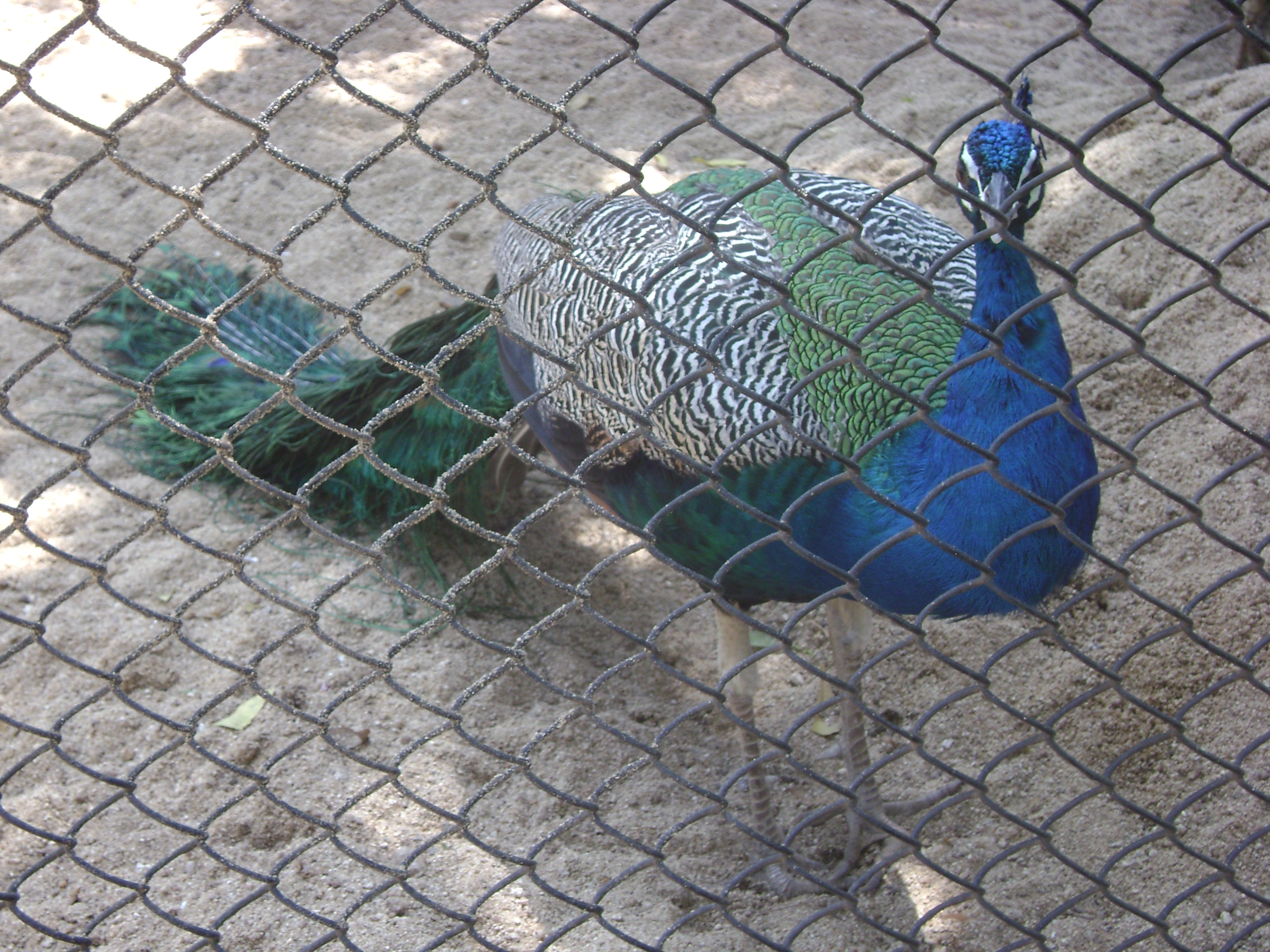
Guindy Pfau im Kinderpark
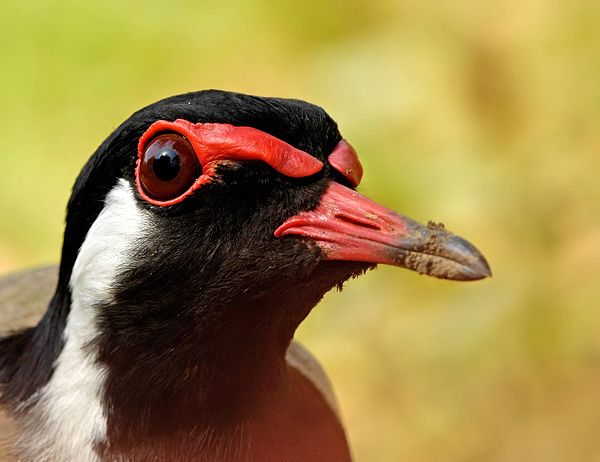
Rotlappenkiebitz

## Guindy Kinderpark
Im Guindy Kinderpark lassen sich z. B. Hirsche und viele Vogelarten beobachten. Für die Kinder wird an Wochenenden Elefantenreiten und Ponyreiten angeboten. Ein Spielplatz mit Rutschen und Schaukeln ist ebenfalls vorhanden.